# Seli järv
Seli järv är en sjö i Estland. Den ligger i Paide kommun i landskapet Järvamaa, i den centrala delen av landet, 60 km sydost om huvudstaden Tallinn. Seli järv ligger 73 meter över havet. Arean är 0,17 kvadratkilometer. Den sträcker sig 0,6 kilometer i nord-sydlig riktning, och 0,5 kilometer i öst-västlig riktning. Sjön är mycket grund och omkring den ligger våtmarken  Seli raba, båda avvattnas av floden Jägala jõgi. 